# Сцинавка-Дольна
Сцинавка-Дольна (пол. Ścinawka Dolna, нім. Niedersteine) — село в Польщі, у гміні Радкув Клодзького повіту Нижньосілезького воєводства.
Населення — 1261 особа (2011).
У 1975-1998 роках село належало до Валбжиського воєводства.

## Демографія
Демографічна структура станом на 31 березня 2011 року:
|          | Загалом | Допрацездатний вік | Працездатний вік | Постпрацездатний вік |
| -------- | ------- | ------------------ | ---------------- | -------------------- |
| Чоловіки | 711     | 152                | 511              | 48                   |
| Жінки    | 550     | 100                | 356              | 94                   |
| Разом    | 1261    | 252                | 867              | 142                  |